# Ana Pauker

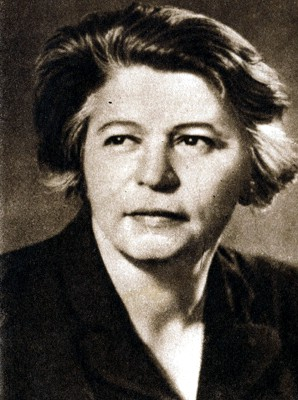
Ana Pauker

Ana Pauker (geboren als Hannah Rabinsohn) (Codăești, 13 februari 1893 - Boekarest, 14 juni 1960) was een Roemeense communistische leider alsmede minister van Buitenlandse Zaken van 1947 tot 1952. Ze was min of meer de officieuze leider van de Roemeense Communistische Partij (PCR) na de Tweede Wereldoorlog. 

## Levensloop
Pauker groeide op in een orthodox-joods gezin en werd in 1912 lid van de socialistische partij, waarin zij tot de linkervleugel behoorde. Van 1918 tot 1934 leefde zij voornamelijk in de Sovjet-Unie. Daar huwde zij Karl Pauker, van wie zij in 1928 weer scheidde en die later, in 1938, als 'trotzkist' werd gefusilleerd. 
In 1934 keerde zij als secretaris-generaal van de (illegale) Roemeense communistische partij terug naar haar land. Een jaar later werd zij gearresteerd en tot tien jaar cel veroordeeld. Na haar voortijdige vrijlating (door inmenging van de Sovjet-Unie) vertrok zij in 1942 weer naar Moskou. En nadat Roemenië na 1945 een communistische volksrepubliek  was geworden, was Ana Pauker van 1947 tot 1952 minister van Buitenlandse Zaken en speelde zij een voorname rol in de Roemeense politiek. Pauker werd op beschuldiging van ondermijning van de partijdiscipline echter al in 1952 uit het Politbureau gezet en moest haar ministerschap evenzo opgeven. Sindsdien stond ze tot haar dood onder huisarrest. 
Pauker was medeverantwoordelijk voor de vervolging, deportaties en dood van talloze dissidenten en priesters in Roemenië. 
- Bibliothèque nationale de France: cb144107356 (data)
- Gemeinsame Normdatei: 119407205
- International Standard Name Identifier: 0000 0000 6678 0354
- Library of Congress Control Number: n93040236
- Nationale Bibliotheek van Tsjechië: jx20061128006
- Nationale Bibliotheek van Israël: 987007266337705171
- Nationale Bibliotheek van Roemenië: 000346438
- Nederlandse Thesaurus van Auteursnamen: 22806810X
- Système universitaire de documentation: 067140254
- Virtual International Authority File: 59893565
- WorldCat: E39PBJcgtkjDjFttDkvDHRqYT3